# Savane guyanaise
Localisation
La savane guyanaise est une écorégion terrestre définie par le Fonds mondial pour la nature (WWF), qui appartient au biome des prairies, savanes et brousses tropicales et subtropicales de l'écozone néotropicale. Elle comprend trois zones géographiques distinctes. La plus grande couvre le Nord du Roraima au Brésil, le Sud-Est du Venezuela (Gran Sabana) et le Sud-Ouest du Guyana (Savane du Rupununi), ainsi que plusieurs petites parcelles au pied de la Sierra de Pacaraima. Une seconde zone, plus réduite, se situe entre le Nord du Pará et l'extrémité méridionale du Suriname. Enfin, une étroite bande de savane s'étend entre Macapá et Calçoene, dans l'Amapá brésilien.